# War Resisters' International

Logo

War Resisters' International (WRI) is een organisatie voor vrede en dienstweigering. Het is een van de oudste nog bestaande internationale vredesbewegingen. 
WRI werd in 1921 opgericht in Bilthoven en heeft als beginselverklaring:
- "Oorlog is een misdaad tegen de menselijkheid. Ik ben daarom vastbesloten geen enkele vorm van oorlog te steunen en te ijveren voor de opheffing van alle oorzaken ervan."

WRI gebruikt als symbool van haar ideologie het gebroken geweer, zoals ook weergegeven in hun logo. Het secretariaat bevindt zich in Londen en plaatselijke afdelingen zijn te vinden over de hele wereld. 

## Plaatselijke afdelingen
Enkele plaatselijke afdelingen:
- Denemarken: Aldrig Mere Krig (AMK)
- Duitsland: Deutsche Friedensgesellschaft – Vereinigte KriegsdienstgegnerInnen (DFG-VK)
- Frankrijk: Mouvement International de la Réconciliation, Mouvement de l'Objection de Conscience (MOC)
- Groot-Brittannië: Peace Pledge Union, Fellowship of Reconciliation UK
- India: Gandhian Society Villages Association, War Resisters of India/West
- Italië: Lega degli Obiettori di Coscienza (LOC), Movimento Nonviolento
- Japan: WRI Japan
- Nederland: Pais
- Spanje: Alternativa Antimilitarista.MOC, Assemblea Antimilitarista de Catalunya, Kontzientzi Eragozpen Mugimendua (MOC-Euskal Herria)
- Verenigde Staten: War Resisters' League (WRL)
- Vlaanderen: Vredesactie (voorheen: Forum voor Vredesactie, Internationale van Oorlogstegenstanders, IOT)
- Wallonië: Mouvement International de Réconciliation - Internationale des Résistants à la Guerre (MIR-IRG)
- Zweden: Ofog (sinds oktober 2010)
- Zwitserland: Centre pour l'action non-violente
- Internationaal: International Nonviolent Initiatives (INI)